# Ronde van de Toekomst 1998
De Ronde van de Toekomst 1998 (Frans: Tour de l'Avenir 1998) werd gehouden van 3 tot en met 12 september in Frankrijk.

## Etappe-overzicht
| etappe  | datum        | start                    | finish                     | afstand    | winnaar           | klassementsleider |
| ------- | ------------ | ------------------------ | -------------------------- | ---------- | ----------------- | ----------------- |
| proloog | 3 september  | Argentré-du-Plessis      | Argentré-du-Plessis        | 8,2 km     | David Millar      | David Millar      |
| 1e      | 4 september  | Argentré-du-Plessis      | Vimoutiers                 | 189,5 km   | Leif Hoste        | Leif Hoste        |
| 2e      | 5 september  | Vimoutiers               | Bonneval                   | 162,5 km   | Peter Wuyts       | Peter Wuyts       |
| 3e      | 6 september  | Bonneval                 | Salbris                    | 156 km     | Jay Sweet         | Peter Wuyts       |
| 4e      | 7 september  | Salbris                  | Château-Chinon             | 159,5 km   | Anthony Langella  | Peter Wuyts       |
| 5e      | 8 september  | Château-Chinon           | Pontarlier                 | 219,5 km   | Benoît Joachim    | Peter Wuyts       |
| 6e      | 9 september  | Malbuisson               | Pontarlier                 | 28 km (it) | David Millar      | Anthony Langella  |
| 7e      | 10 september | Bellegarde-sur-Valserine | Chambéry                   | 172,5 km   | Christophe Rinero | Daniel Schnider   |
| 8e      | 11 september | Chambéry                 | Saint-Pierre-de-Chartreuse | 177 km     | Txema del Olmo    | Joseba Beloki     |
| 9e      | 12 september | La Terrasse (Isère)      | Courchevel                 | 149 km     | Christophe Rinero | Christophe Rinero |

## Eindklassementen

### Algemeen klassement
| rang | renner            | land      | tijd        |
| ---- | ----------------- | --------- | ----------- |
| 1    | Christophe Rinero | Frankrijk | 38u 47' 42" |
| 2    | Txema del Olmo    | Spanje    | op 5' 59"   |
| 3    | Thierry Loder     | Frankrijk | op 8' 29"   |
| 4    | Thomas Muhlbacher | Australië | op 14' 20"  |
| 5    | Joseba Beloki     | Spanje    | op 16' 38"  |
| 6    | Peter Wuyts       | België    | op 16' 57"  |
| 7    | Bram de Groot     | Nederland | op 24' 01"  |
| 8    | Matthias Buxhofer | Australië | op 31' 40"  |
| 9    | Tom Stremersch    | België    | op 32' 48"  |
| 10   | Haimar Zubeldia   | Spanje    | op 35' 47"  |

### Punten klassement
| rang | renner            | land      | tijd |
| ---- | ----------------- | --------- | ---- |
| 1    | Peter Wuyts       | België    | p    |
| 2    | Christophe Rinero | Frankrijk | p    |
| 3    | Janek Tombak      | Estland   | p    |

### Bergklassement
| rang | renner            | land      | tijd |
| ---- | ----------------- | --------- | ---- |
| 1    | Joseba Beloki     | Spanje    | p    |
| 2    | Txema del Olmo    | Spanje    | p    |
| 3    | Christophe Rinero | Frankrijk | p    |

### Ploegenklassement
| rang | land                     | tijd |
| ---- | ------------------------ | ---- |
| 1    | Euskaltel-Euskadi Spanje |      |
| 2    | Vlaanderen 2002 België   |      |
| 3    | Frankrijk                |      |